# Nonie
Nonie ist ein weiblicher Vorname.

## Herkunft und Bedeutung
Der Name ist die englische Verkleinerungsform von Ione und Nora. Weitere Varianten sind Noreen, Norene.

## Bekannte Namensträgerinnen
- Nonie Darwish (* 1949),  ägyptisch-US-amerikanische Islamkritikerin